# Dave Dir
Dave Dir is voormalig Amerikaans voetballer en voetbalcoach. Hij voetbalde als jeugd met de  Chicago Kickers. Dir zat op de Western Illinois universiteit. Toen hij zijn diploma kreeg in 1980, koos de Chicago Sting Dir voor de North American Soccer League, maar hij speelde nooit voor ze.
In 1990 en 1991, coachte hij de Regis universiteit. Het jaar daarna, werd hij coach van de minor league Colorado Foxes in de  American Professional Soccer League. In zijn drie seizoenen met het team, won hij het APSL kampioenschap twee keer.
Toen de Major League Soccer zijn eerste seizoen voobereide, werkte Dir mer Sunil Gulati als scout voor de Major League Soccer. Later werd hij coach van Dallas Burn, wat nu FC Dallas heet (Vanaf 1996).
In 2000, ontsloeg zijn club Dir en werd hij voetbalcommentator op ESPN en  Fox Sports.  Hij werkte ook met het Amerikaans nationaal team voor onder de 20 als een assistent coach.
Hij wordt recent in verband gebracht met de Major League Soccer club Real Salt Lake, als een kandidaat voor het management van de club.